# Coupe de la Méditerranée juniors d'athlétisme 2010
La 8e édition de la Coupe de la Méditerranée juniors d'athlétisme s'est tenue à Radès, près de Tunis en Tunisie, le 7 août 2010.
La Coupe a été remportée par l'Italie, à la fois dans le classement combiné (271 points) que pour les classements hommes (135 points) et femmes (136 points), devant la France (227 points) et l'Espagne (217 points). Les deux capitaines italiens, Andrea Chiari (16,39 m) et Elena Vallortigara (1,86 m), ont reçu chacun la Coupe de la Méditerranée.
- Classement :  Italie  271,  France 227,  Espagne 217,  Tunisie 170,  Grèce 169,  Turquie 164,  Algérie 132,  Maroc 62
  - Hommes seulement : ITA 135, ESP 114, FRA 104
  - Femmes seulement : ITA 136, FRA 123, ESP 103